# Королівство Пік
Пік (Peak) — бриттське королівство епохи Древньої Півночі, існувало у 525—590 роках. Також відоме як Південні Пенніни.

## Короткі відомості
Королівство Пік виникло в 525 році, коли король Пеннін Пабо Опора Британії, йдучи в монастир, разділив державу між двома своїми синами: Сауїлом й Дінодом. Сауїл отримав Пік, південну, багатшу частину Пеннін, яку бритти називали Пік, а англи — Пексет, а Дінод — королівство Дунотінґ (північну частину).
Будучи одружений з Дейхтер, дочкою правителя Ульстера Муйредаха Муйндерґа, Сауїл зміг закликати своїх родичів на допомогу для боротьби проти англосаксів, коли він був в бриттській коаліції Уріена. При облозі Ліндісфарна брат Сауїла Дінод був учасником змови проти Уріена разом з Моркантом Фулхом. Після смерті Уріена коаліція розпалася.
590 року Пік було розбите англосаксонським королівством Берніція. Згодом на території королівства виникла англосаксонська держава Пексет